# Casa Fedi
Casa Fedi è uno storico edificio situato a Massa Marittima, nella provincia di Grosseto, in Toscana.
L'edificio è situato nel terziere di Borgo, al numero 72 di via Norma Parenti.
Presenta ancora evidenti tracce dell'originaria casa-torre, come la vicina Casa Billi, e risale al XIV secolo. La facciata è di pietra ed è caratterizzata dalla presenza di due portali a sesto acuto e due bifore. Oggi è adibita ad abitazione privata.